# Centre d'arts visuels de Hong Kong
Le centre d'arts visuels de Hong Kong (香港視覺藝術中心, Hong Kong Visual Arts Centre) est situé dans le parc de Hong Kong dans le quartier de Central.
Inauguré le 28 avril 1992 par Leung Ding-bong, président du conseil urbain, il encourage la création artistique locale. Il est installé dans le bloc Cassels, classé comme bâtiment historique de rang II, pour les officiers britanniques mariés des anciennes casernes Victoria. Il offre actuellement un espace et des installations pour les artistes locaux et comprend des objets et des sculptures modernes.

## Galerie

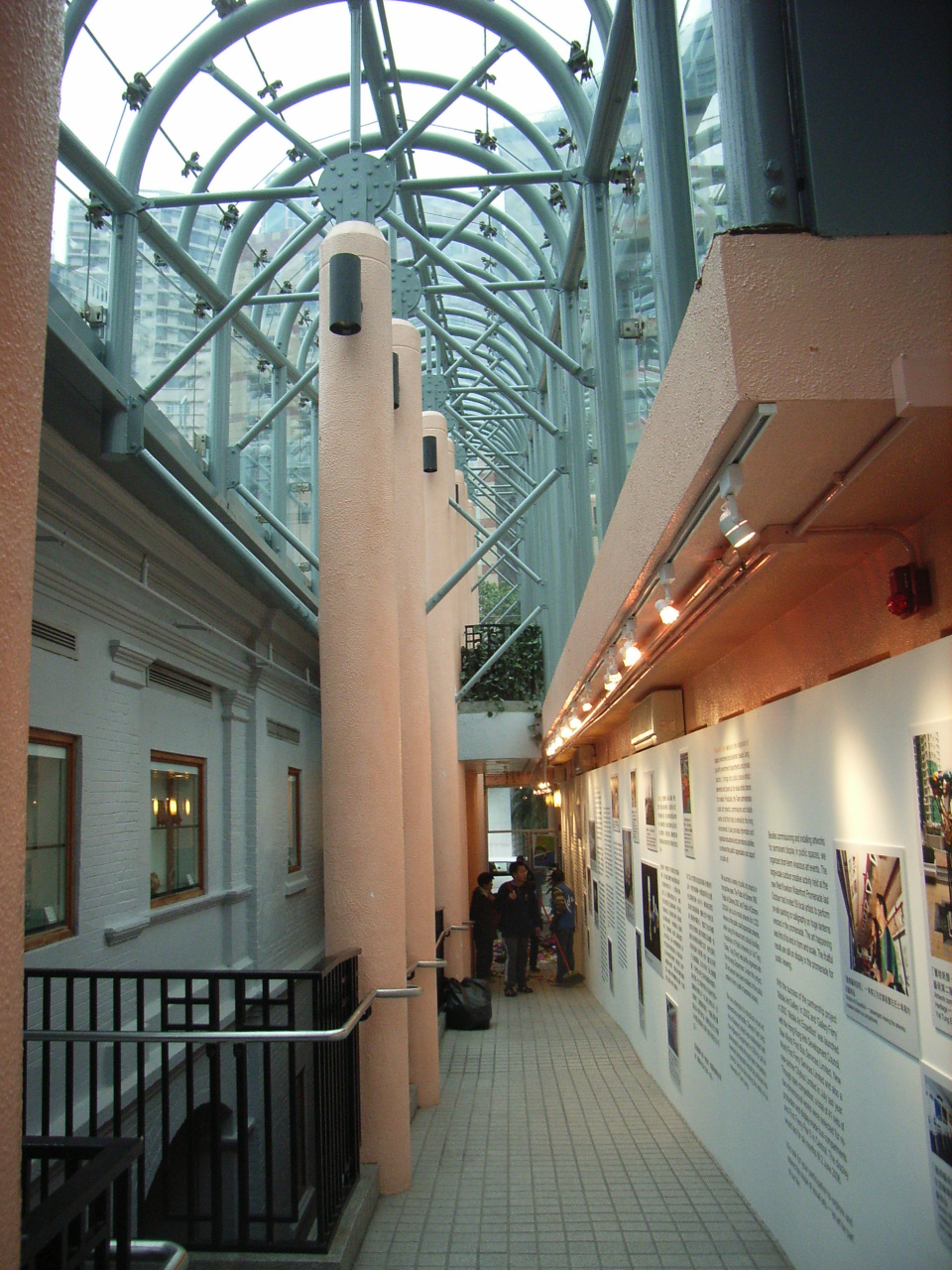
L'entrée.
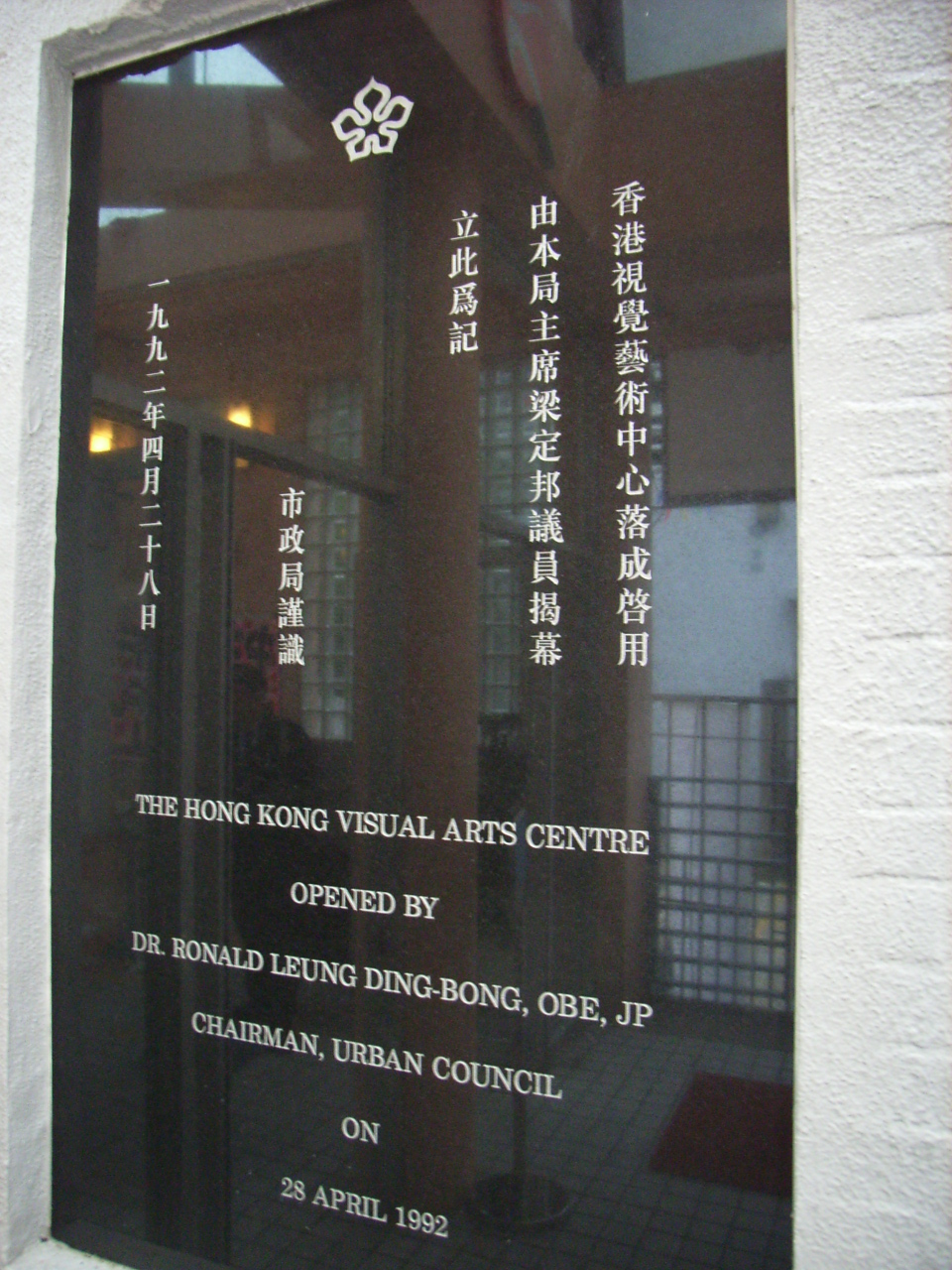
La plaque commémorative.
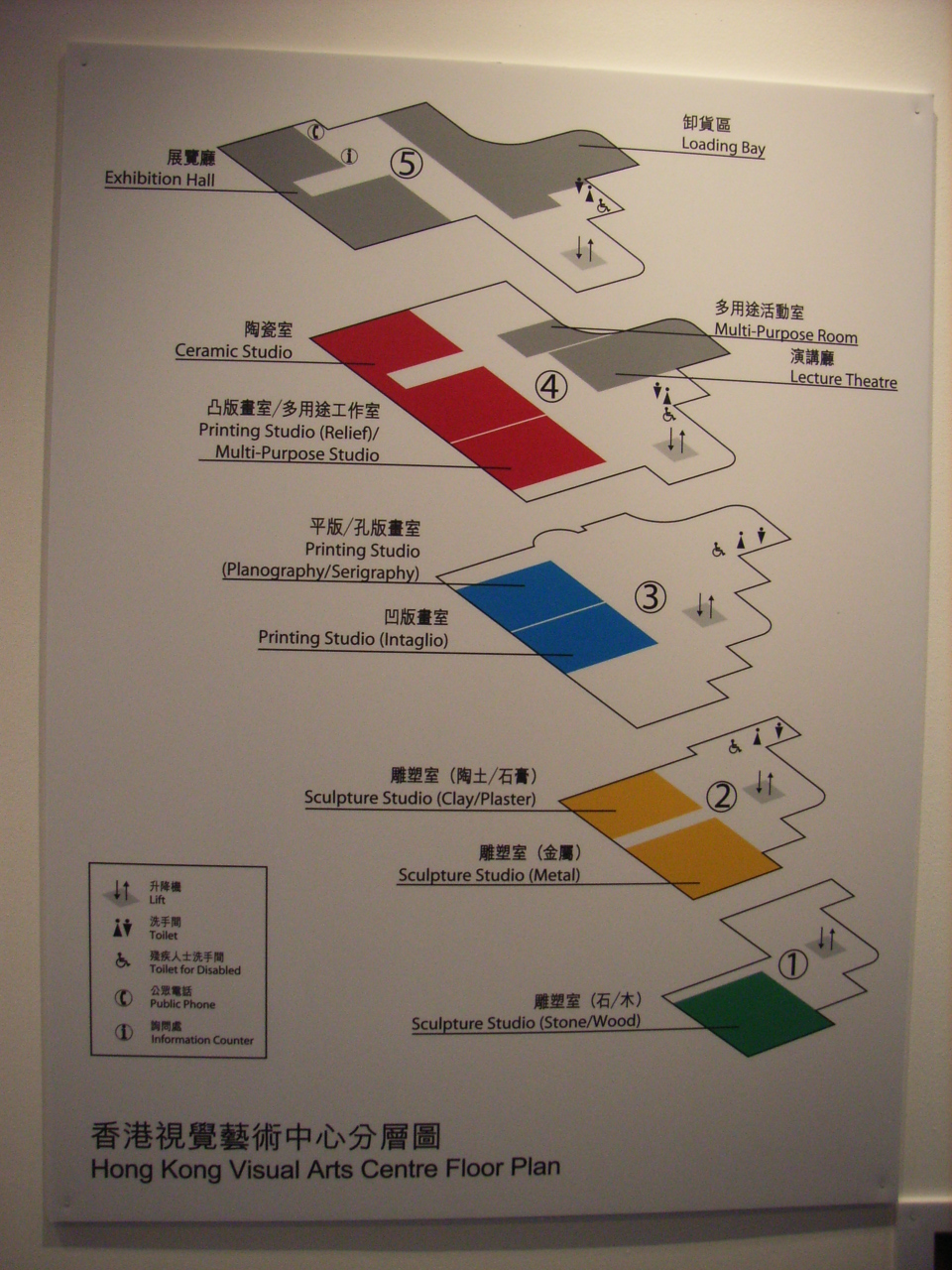
Le plan des étages.
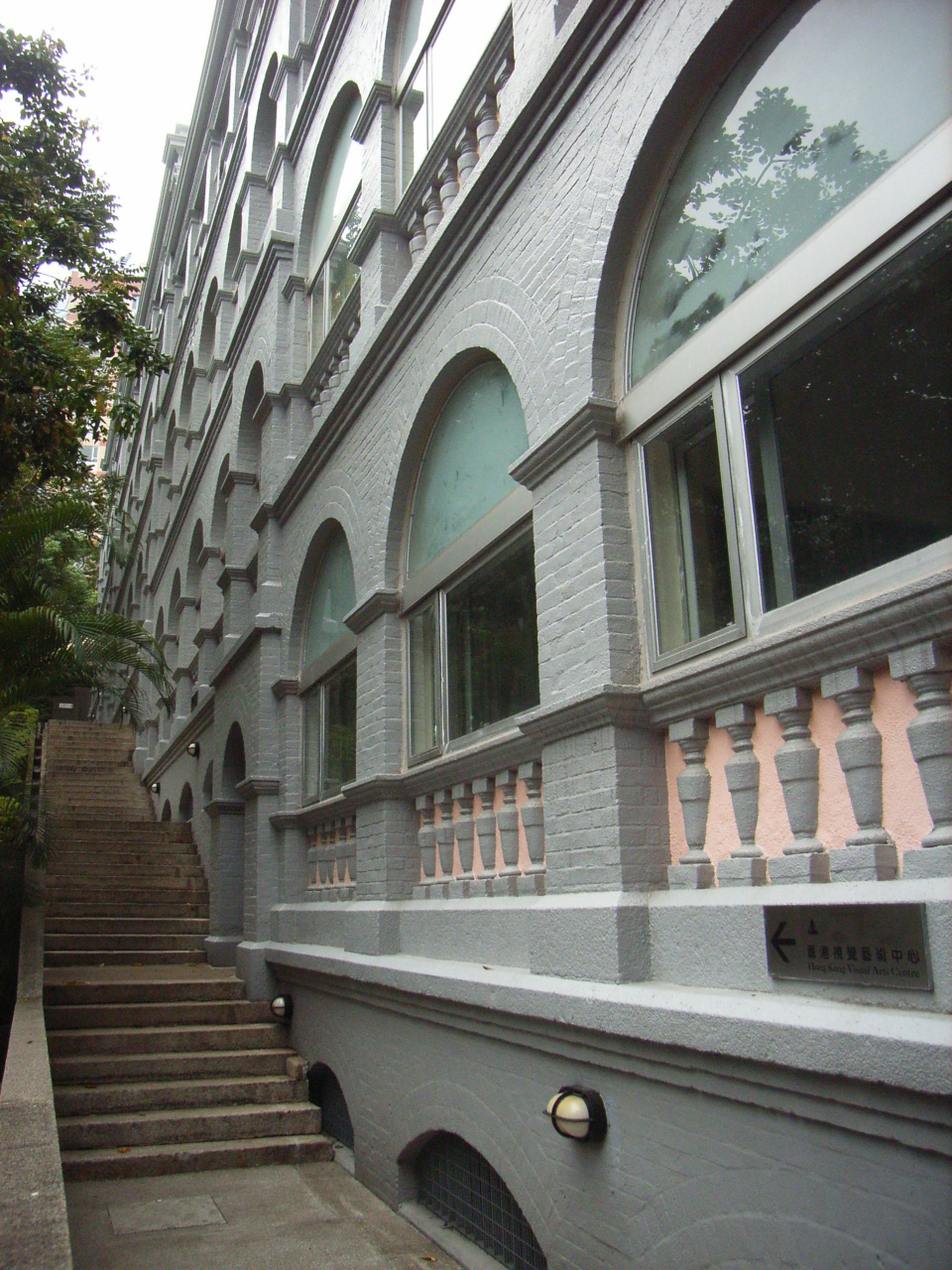
L'extérieur du centre.